# Кумикін Павло Миколайович
Павло Миколайович Кумикін (12 березня 1901, місто Серпейськ Мещовського повіту Калузької губернії, тепер Мещовського району Калузької області, Російська Федерація — 30 червня 1976, місто Москва) — радянський діяч, міністр, 1-й заступник міністра зовнішньої торгівлі СРСР. Кандидат у члени ЦК КПРС у 1952—1966 роках.

## Життєпис
Народився в родині лікаря.
У 1919 році — статистик Калузького об'єднання «Губшкіра». У 1919—1920 роках — рахівник Серпейського продовольчого комітету.
Член РКП(б) з 1919 по 1921 рік.
У 1920 році — завідувач позашкільного підвідділу Мещовського відділу народної освіти.
З 1920 по 1921 рік — червоноармієць, начальник політико-просвітнього відділення Серпуховського гарнізону РСЧА. У 1921 році — завідувач відділу, секретар Серпуховського повітового комітету РКП(б).
Після виключення з партії в 1921 році «за некомуністичні вчинки з правом вступу в партію через рік», працював з 1921 по 1922 рік політичним інспектором 2-й трудової бригади РСЧА в Москві.
Одночасно у 1921—1924 роках — студент відділення зовнішніх відносин факультету суспільних наук 1-го Московського державного університету, за фахом — економіст.
У 1922—1923 роках — червоноармієць частин особливого призначення в місті Спаськ-Деменську.
У 1924—1928 роках — консультант, помічник начальника відділу по боротьбі з контрабандою Головного митного управління Народного комісаріату зовнішньої і внутрішньої торгівлі СРСР.
Член ВКП(б) з 1927 року.
У 1928—1930 роках — начальник відділу по боротьбі з контрабандою Головного митного управління Народного комісаріату зовнішньої і внутрішньої торгівлі СРСР.
У 1930 році — заступник керуючого секретаріату Народного комісаріату зовнішньої і внутрішньої торгівлі СРСР.
У 1930—1931 роках — заступник керуючого секретаріату і завідувач контрольного бюро Народного комісаріату постачання СРСР.
У 1931—1934 роках — завідувач експортної групи; помічник і заступник начальника іноземного сектора Народного комісаріату постачання СРСР. У 1934 році — начальник іноземного сектора Народного комісаріату постачання СРСР.
У 1934—1939 роках — начальник іноземного сектора Народного комісаріату харчової промисловості СРСР. У січні — березні 1939 року — начальник іноземного сектора Народного комісаріату рибної промисловості СРСР.
У 1939—1943 роках — начальник Східного управління Народного комісаріату зовнішньої торгівлі СРСР.
У 1943—1948 роках — начальник відділу торгових договорів, начальник Управління торгових договорів Народного комісаріату (Міністерства) зовнішньої торгівлі СРСР.
У 1948—1949 роках — заступник міністра зовнішньої торгівлі СРСР — начальник Управління торгових договорів Міністерства зовнішньої торгівлі СРСР.
У 1949 — 6 листопада 1951 року — 1-й заступник міністра зовнішньої торгівлі СРСР.
6 листопада 1951 — 15 березня 1953 року — міністр зовнішньої торгівлі СРСР.
У березні — серпні 1953 року — заступник міністра внутрішньої і зовнішньої торгівлі СРСР.
24 серпня 1953 — травень 1969 року — 1-й заступник міністра зовнішньої торгівлі СРСР. Одночасно був представником СРСР у Раді Економічної Взаємодопомоги.
З травня 1969 року — персональний пенсіонер союзного значення в місті Москві.
Помер 30 червня 1976 року в Москві. Похований на Новокунцевському цвинтарі Москви.

## Нагороди і звання
- два ордени Леніна (3.04.1951,)
- орден Жовтневої Революції
- чотири ордени Трудового Червоного Прапора
- медалі